# Agrupació Ciclista Montjuïc
La Agrupació Ciclista Montjuïc es una entidad catalana de Barcelona, dedicada a la práctica y al fomento del ciclismo.
Fundada en 1917, ha organizado a lo largo de su historia numerosas carreras, algunas de prestigio, como la Barcelona-Andorra, el Trofeo Jaumendreu o la carrera Mossèn Borràs. También organizó la primera carrera de ciclocrós celebrada en España al 26 de enero de 1922.
Numerosos ciclistas se han formado en el AC Montjuïc destacando, entre otros, Antonio Sancho, Juan Gimeno, José Campamá, José Botanch, Joaquín Filba o Gabriel Saura.
El 1965 tuvo un equipo profesional de ciclismo llamado AC Montjuïc-Tedi que llegó a disputar la Vuelta a España. En este equipo, militaron ciclistas como José Segú, Antonio Karmany, Jesús Manzaneque, Miguel Pacheco, Salvador Rosa, Francisco Tortellá o Antonio Suárez
Actualmente, el club está centrado en el cicloturismo especialmente en las salidas con bicicleta para sus socios.